# Megadiestramima
Megadiestramima is een geslacht van rechtvleugeligen uit de familie grottensprinkhanen (Rhaphidophoridae). De wetenschappelijke naam van dit geslacht is voor het eerst geldig gepubliceerd in 1992 door Storozhenko & Gorochov.

## Soorten
Het geslacht Megadiestramima omvat de volgende soorten:
- Megadiestramima exculta Gorochov, 1998
- Megadiestramima darevskyi Gorochov, 1998
- Megadiestramima extensa Gorochov, 1998
- Megadiestramima intermedia Storozhenko & Gorochov, 1992
- Megadiestramima lecta Gorochov, 1998
- Megadiestramima orlovi Gorochov, 1994
- Megadiestramima vera Gorochov, 2002